# Elvira Sastre
Elvira Sastre Sanz (Segovia, 1992) es una poeta, escritora y filóloga española.

## Trayectoria
Elvira Sastre nació en 1992 en Segovia. Gracias a la influencia de su padre, se aficionó a la lectura a temprana edad, y a los 12 años escribió su primer poema. Cuando tenía 15 comenzó su blog Relocos y recuerdos, que a fecha de diciembre de 2017 mantiene activo. Poco tiempo después, ganó el concurso de Cuentos Emiliano Barral del instituto de secundaria Andrés Laguna donde estudió en Segovia con el relato corto Saudade.
Unos años más tarde se trasladó a Madrid para comenzar su grado universitario en Estudios Ingleses. Durante sus estudios Elvira continuó escribiendo y comenzó a participar en eventos poéticos, junto a cantautores y poetas de renombre. Después de la carrera, curso un máster en la Universidad Complutense de Madrid de Traducción Literaria.
Su entrada en el mundo de la publicación literaria profesional se produjo de la mano de la editorial Lapsus Calami, con la que publicó Cuarenta y tres maneras de soltarse el pelo en 2013, con prólogo de Benjamín Prado. Unos meses después, en mayo de 2014, la editorial Valparaíso Ediciones, con sede en España y en América Latina, le propuso publicar su segundo poemario, Baluarte.
Paralelamente a su labor literaria, Elvira se dedica a la traducción profesional. Entre sus traducciones se encuentran Los hijos de Bob Dylan, del autor norteamericano Gordon E.McNeer, Poemas de amor, de Oscar Wilde, Otras maneras de usar la boca, El sol y sus flores, Todo lo que necesito existe ya en mí y Palabras para sanar de Rupi Kaur, las novelas Todo es mentira, de E. Lockhart y Una conexión ilógica, de John Corey Whaley, la letra de las canciones de los discos de Vetusta Morla, La Deriva y Mismo sitio distinto lugar, el libro ilustrado de Henn Kim, Noches estrelladas sueños inquietos, y el primer libro de la cantante Lana del Rey, Violet hace el puente sobre la hierba.
La carrera poética de Elvira le ha permitido participar en festivales y eventos literarios de relevancia, tales como la Feria del Libro de Bogotá (FILBO), el Festival Inverso o el Encuentro Internacional de Poesía Ciudad de México 2015. Del mismo modo, la poetisa ha dado conferencias en varias universidades de Estados Unidos como North Georgia University, Emory University y Hofstra University. También ha hecho giras agotando todas las entradas por México y por España.

## Controversias
En 2015 publicó una selección de sus poemas en el libro Ya nadie baila, y en diciembre de 2016 dio el salto a la editorial Visor con el poemario La soledad de un cuerpo acostumbrado a la herida, con prólogo de Joan Margarit. En abril de 2018 salió publicado su sexto libro y segundo ilustrado, Aquella orilla nuestra, con la editorial Alfaguara, que combina la poesía de Sastre con las ilustraciones de Emba, obra finalista del Premio de la Crítica de Castilla y León en 2019. En 2019 apareció su primera novela, Días sin ti, obra no exenta de polémica debido a la concesión que se le dio del Premio Biblioteca Breve de la editorial Seix Barral destacando, por parte de los medios especializados, su escasa calidad literaria.  
Al final todo se trató de una estrategia comercial por parte del sello editorial, auspiciado por el Grupo Planeta, para relanzar el premio y vender más ejemplares, sobre todo entre el público joven; afín a la autora.

## Premios
En 2018 recibió el premio La sombra del ciprés concedido por la Asociación Cultural de Novelistas Abulenses que reconoce su «labor en favor de los valores de la creación artística y su trayectoria literaria».
En 2019 ganó el premio Biblioteca Breve por su primera novela, Días sin ti.

## Obras
- Tú la acuarela/Yo la lírica (Coautora) (2013)[8]

- Cuarenta y tres maneras de soltarse el pelo (Lapsus Calami, 2014)[8]

- Baluarte (Valparaíso Ediciones, 2014)[8]

- Ya nadie baila (Valparaíso Ediciones, 2015)[9]

- La soledad de un cuerpo acostumbrado a la herida (Visor Libros, 2016)[10]

- Aquella orilla nuestra (Alfaguara, 2018)
- Días sin ti (Seix Barral, 2019)
- A los perros buenos no les pasan cosas malas (Destino infantil&juvenil, 2019)[11]
- Madrid me mata (Seix Barral, 2020)
- Adiós al frío (Colección visor de poesía, 2020)
- Las vulnerabilidades (Seix Barral, 2024)